# × Graphiella
×Graphiella, viết tắt trong các tạp chí thương mại là Grpla, là một chi lan lai giữa chi Cymbidiella và Graphorkis (Cymla × Grks).